# Jean-Jacques Enderle
Jean-Jacques Albert Enderle (9. siječnja 1920.) je bivši belgijski hokejaš na travi. 
Na hokejaškom turniru na Olimpijskim igrama 1948. u Londonu je igrao za Belgiju. Belgija je ispala u 1. krugu. Osvojila je 3. mjesto u skupini "C", s dvije pobjede i dva poraza, pri čemu valja spomenuti da je tijesno izgubila od pobjednika skupine, Pakistana, s 2:1. Belgija je dijelila 5. do 13. mjesto u završnom poredku. Odigrao je sva četiri susreta za Belgiju. 
Na hokejaškom turniru na Olimpijskim igrama 1952. u Helsinkiju je igrao za Belgiju. Belgija je ispala u četvrtzavršnici. Ispala je od kasnijih brončanih, Uj. Kraljevstva. U utješnom krugu, za poredak od 5. do 8. mjesta je izgubila od Poljske. Ukupno je odigrala četiri utakmice, a na ljestvici je zauzela 9. – 12. mjesto. Enderle je ulazio u igru.
Na hokejaškom turniru na Olimpijskim igrama 1956. u Melbourneu je igrao za Belgiju. Belgija je ispala u 1. krugu. Osvojila je 4. mjesto u skupini "C", s jednim neriješenim i dva poraza, pri čemu valja spomenuti da je neriješeno odigrala s kasnijim brončanima, Njemačkom. Belgija je zauzela 7. mjesto. Enderle je odigrao sva tri susreta za Belgiju, iako je s 36 godina bio među najstarijim igračima.

## Vanjske poveznice
- Profil na Sports Reference.com  Arhivirana inačica izvorne stranice od 3. veljače 2012. (Wayback Machine)